# Colectivización en la Unión Soviética
En la Unión Soviética, la colectivización (en ruso: Коллективизация, transliterado Kollektivizátsiya) fue una política puesta en marcha por Iósif Stalin para consolidar la tierra en dominio popular y la mano de obra en granjas de explotación colectiva o koljós (en ruso: колхо́з) y en granjas de explotación estatal o sovjós (en ruso: совхо́з) entre 1928 y 1933. Los dirigentes soviéticos estaban seguros de que el reemplazo de granjas de propiedad individual por koljós incrementaría inmediatamente las reservas de alimentos para la población urbana, la oferta de materias primas para la industria y las exportaciones agrícolas en general. La colectivización era vista como la solución a la crisis en la distribución agrícola (mayormente en la entrega de grano), que se había implementado desde 1927 y se estaba volviendo más desarrollada, a la vez que la Unión Soviética seguía adelante con su ambicioso programa de industrialización.
Ya a inicios de los años 1930, más del 90 % de las tierras agrícolas estaban colectivizadas, al convertir los hogares rurales en granjas colectivas con sus tierras, ganado y otros bienes.

## Antecedentes
Tras la supresión de la servidumbre rusa y la emancipación de 1861, los campesinos obtuvieron el control de cerca de la mitad de las tierras que habían cultivado anteriormente y empezaron a pedir la redistribución de todas ellas. Sin embargo, las aspiraciones de tierras de todos los campesinos serían difícil de satisfacer dado que la tecnología de cultivo de los campesinos rusos de la época era bastante simple y no había suficientes tierras como para concederlas a todos los que quisieran su propia granja. Las reformas agrícolas de Piotr Stolypin (1905-1914) otorgaron incentivos para la creación de grandes fincas, pero esto terminó durante la Primera Guerra Mundial. El Gobierno Provisional Ruso logró poco durante los difíciles meses de la guerra, aunque los líderes rusos siguieron prometiendo realizar una redistribución. Los campesinos empezaron a volverse en contra del Gobierno Provisional y se organizaron en comités de tierras que, junto con las tradicionales comunas de campesinos, se convirtieron en una poderosa fuerza de oposición. Cuando Lenin regresó a Rusia el 3 de abril de 1917, prometió al pueblo "Paz, Pan y Tierra", esta última apelación se refería a la promesa a los campesinos con respecto a la redistribución de tierras confiscadas.
Durante el período de comunismo de guerra, la política de Prodrazvyorstka (reparto de alimentos) significaba que los campesinos eran obligados a entregar los excedentes de casi todo tipo de producto agrícola por un precio fijo. Cuando la Guerra civil rusa terminó, la economía cambió con la Nueva Política Económica (NEP) y, específicamente, la política de Prodrazvyorstka o "impuesto de alimentos." Esta nueva política fue diseñada para reconstruir la moral entre los agricultores amargados y llevó al incremento de la producción, mientras que, gracias al impuesto progresivo, quienes ganaban más dinero pagaban más.
Hasta ese momento, los bolcheviques no tenían más remedio que permitir a los campesinos tomar las tierras y explotarlas privadamente. En la década de 1920, sin embargo, empezaron a inclinarse hacia la idea de la agricultura colectiva. Las comunas preexistentes que redistribuían periódicamente la tierra hicieron poco para promover la mejora en la técnica agrícola y conformaron una fuente de poder más allá del control del gobierno soviético. Aunque la diferencia de ingresos entre agricultores ricos y pobres no crecía bajo la NEP, sigue siendo bastante pequeña, pero los bolcheviques comenzaron a apuntar a los acaudalados kuláks. Fue difícil identificar claramente a este grupo, aunque, dado que solo alrededor del 1 % de los campesinos trabajadores empleados (la definición marxista básica de un capitalista) y el 80 % de la población del país eran campesinos.
La igualdad de cuotas de tierra entre los campesinos dio lugar a escasez de alimentos en las ciudades. Aunque el grano había regresado a niveles de producciones previos a la guerra, las grandes haciendas que lo habían producido para los mercados urbanos se habían dividido. Sin interés en adquirir dinero para comprar bienes sobrevaluados, los campesinos escogieron comer lo que producían, en lugar de venderlo, por lo que solo llegó a los habitantes de las ciudades la mitad del grano que había estado disponible antes de la guerra. Antes de la revolución, los campesinos controlaban solamente 2 100 000 km² divididos en 16 millones de explotaciones, produciendo el 50 % de los alimentos cultivados en Rusia y consumiendo el 60 %. Después de la revolución, los campesinos controlaban 3 140 000 km² divididos en 25 millones de explotaciones, produciendo el 85 % de los alimentos, pero consumiendo el 80 % de lo que cultivaban.
El Partido Comunista Soviético nunca había estado complacido con la agricultura privada y vio en la colectivización el mejor remedio para el problema. Lenin afirmó que «la producción a pequeña escala da a luz al capitalismo y a la burguesía constantemente, día a día, cada hora, con fuerza elemental y en vastas proporciones». Fuera de los objetivos ideológicos, Stalin también quiso emprender un programa de rápida industrialización pesada que requería de grandes cantidades de excedentes para ser extraídos del sector agrícola a fin de alimentar a una creciente mano de obra industrial y pagar por las importaciones de maquinaria. Los objetivos sociales e ideológicos también serían alcanzados por medio de la movilización de campesinos en empresas económicas cooperativas, las cuales producirían grandes retornos al Estado y podían cumplir un propósito secundario al proveer de servicios sociales a la gente.

## La crisis de 1928
Esta demanda de más grano tuvo como resultado la reintroducción de la requisa de los cultivos, a la cual se resistieron las zonas rurales. En 1928 hubo un déficit de 2 millones de toneladas de granos comprados por el Estado. Stalin alegó que el grano había sido producido, pero que estaba siendo acumulado por los kuláks. En lugar de subir el precio, el Buró Político del Comité Central del Partido Comunista aprobó una medida de emergencia para requisar 2,5 millones de toneladas de grano.
Las confiscaciones de grano desanimaron a los campesinos y se produjo menos grano durante el año 1928 y nuevamente el gobierno recurrió a las requisas. La mayor parte del grano fue requisado de los agricultores medianos, dado que no había cantidades suficientes en manos de los kuláks. En 1929, especialmente después de la implantación del método rural-siberiano de obtención de grano, la resistencia a la requisa de granos se extendió con algunos incidentes violentos.
Enfrentados con la negativa encontrada de entregarles granos, el Comité Central tomó la decisión en una sesión plenaria, llevada a cabo en noviembre de 1929, de emprender un programa de colectivización a escala nacional.
El Comisariado de Agricultura (Narkomzem) sugirió varios formas de colectivización agrícola a nivel de propiedad común:
- Asociación para el cultivo conjunto de la tierra (Товарищество по совместной обработке земли, ТОЗ/TOZ), donde solo la tierra era de uso común;
- Artel agrícola: inicialmente con un significado abierto, más tarde formalizado al convertirse en una organización de base de koljoses, a través del Estatuto estándar de un artel agrícola, adoptado por el Sovnarkom en marzo de 1930;
- comuna agrícola, con el más alto nivel de uso común de recursos.

Asimismo, se instalaron varias cooperativas para procesar productos agrícolas.
En noviembre de 1929, el Comité Central decidió implementar una colectivización acelerada, en forma de koljoses y sovjoses. Esto marcó el final de la Nueva Política Económica (NEP), la cual había permitido a los campesinos vender sus excedentes en el mercado abierto. Stalin hizo trasladar a muchos de los denominados "kuláks" a granjas colectivas en lugares distantes para que trabajaran en campos de cultivo. Se ha calculado que uno de cada cinco de estos deportados durante la deskulakización, muchos de los cuales eran mujeres y niños, murieron. como respuesta, muchos campesinos empezaron a resistirse, a menudo armándose contra los funcionarios enviados a sus pueblos. Como una forma de protesta, muchos campesinos prefirieron matar a sus animales para alimentarse en lugar de entregarlos a las granjas colectivas, lo que produjo una disminución importante del ganado.
La colectivización había sido alentada desde la revolución, pero para 1928 solo alrededor del 1% de las tierras agrícolas estaban colectivizadas y, a pesar de los esfuerzos para promover y forzar la colectivización, el más bien optimista Primer Plan Quinquenal pronosticó que solo el 15% de las granjas funcionaban colectivamente.

## Campaña durante el invierno de 1929-1930
Esta situación cambió increíblemente rápido en el otoño de 1929 y en el invierno de 1930. Entre septiembre y diciembre de 1929, la colectivización aumentó de 7,4 % a 15 %, pero en los dos primeros meses de 1930, 11 millones de hogares se sumaron a las explotaciones colectivizadas, lo que llevó a un aumento total de la colectivización al 60 %, casi de la noche a la mañana. A esta campaña también se le unió la de la sedentarización forzosa en regiones como Asia Central.
Para ayudar a la colectivización, el Partido decidió enviar 25 000 trabajadores «socialmente conscientes» de la industria al campo. Esto se logró entre 1929 y 1930 y los trabajadores han pasado a ser conocidos como los veinticinco mil ("dvadtsat'pyat'tysyachniki"). Las brigadas de choque fueron utilizadas para obligar a los campesinos reacios a unirse a las granjas colectivas y eliminar a aquellos que fueron declarados kulaks y a sus «agentes».

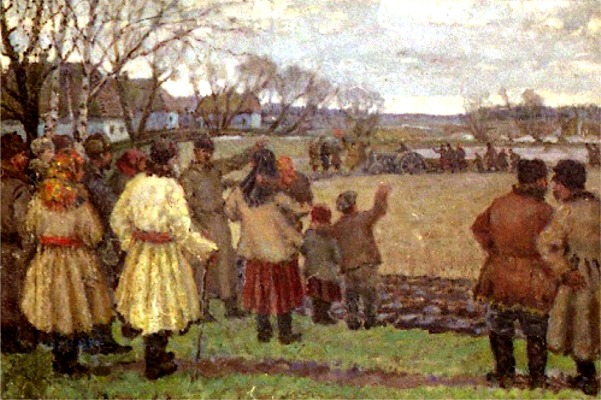
El primer tractor, obra de Vladimir Krikhatsky (realismo socialista).

La colectivización trató de modernizar la agricultura soviética, por medio de la consolidación de la tierra en parcelas que podrían ser explotadas por equipos modernos utilizando los últimos métodos científicos agrícolas. Se decía a menudo que un tractor Fordson estadounidense (en ruso: Фордзон) era la mejor propaganda a favor de la colectivización. El Partido Comunista, que aprobó el plan en 1929, predijo un aumento del 330 % en la producción industrial y un aumento del 50 % en la producción agrícola.
Inicialmente, los nuevos koljósy fueron pensados como organizaciones gigantescas sin relación con las comunidades pueblerinas precedentes. Koljósy de decenas, o incluso centenas o millares, de hectáreas fueron ideados en esquemas que serían más tarde conocidos como «gigantomanía». Eran usualmente divididos en «economías» (ekonomikii)" de 5000-10 000 hectáreas que eran, a su vez, divididas en campos y secciones (uchastki) sin relación con los pueblos existentes - el propósito era alcanzar un «área óptima completamente despersonalizada»...
Paralelamente, se prepararon planes para transferir a los campesinos a «pueblos agrícolas» centralizados que ofrecían servicios modernos. Pero, en las condiciones socioeconómicos de la época, poco podría convertirse en tales esquemas utópicos. El koljósy gigante fue siempre excepcional, existentes principalmente en papel, y, en cualquier caso, en su mayoría iban a desaparecer pronto. Los campesinos mantuvieron sus aldeas tradicionales, un tanto primitivas.
Los medios de producción (tierras, equipo, ganado) serían totalmente «socializados», esto es, liberados del control de los hogares campesinos. Ni siquiera serían tenidas en cuenta las pequeñas parcelas privadas. El trabajo agrícola fue concebido a una escala masiva. Enormes columnas de máquinas debían trabajar en los campos, en total contraste con el trabajo campesino de pequeña escala. Tradicionalmente, la mayoría de los campesinos mantenían sus tierras en forma de un gran número de fajas dispersas en los campos de la comunidad. Por una resolución del 7 de enero de 1930,

"todas las líneas de frontera que separa las asignaciones de tierras de los miembros de un artel deben ser eliminados y todos los campos serán combinados en una sola masa de tierra." La norma básica que rige la reorganización de los campos es que el proceso tendría que estar terminado antes de la siembra primaveral.

## "Mareados por el éxito"
El precio de la colectivización fue tan alto que el periódico oficial Pravda, en su número del 2 de marzo de 1930, publicó el artículo de Stalin, titulado Mareados por el éxito (Головокружение от успеха, Golovokruzhenie ot uspeja),  mediante el cual el líder soviético hizo un llamado a una detención temporal del proceso:

Es un hecho que para el 20 de febrero de este año el 50 por ciento de las granjas campesinas a lo largo de la Unión Soviética ha sido colectivizada. Esto significa que para el 20 de febrero de 1930, habremos cumplido de sobra el plan quinquenal de colectivización en más del 100 por ciento... algunos de nuestros camaradas se han mareado con el éxito y, por el momento, han perdido la claridad de mente y la sobriedad de la visión.

Después de la publicación del artículo, la presión hacia la colectivización disminuyó temporalmente y los campesinos empezaron a abandonar las granjas colectivas. Según Martin Kitchen, el número de miembros de granjas colectivas cayó en un 50 % para 1930. Pero pronto la colectivización fue intensificada de nuevo y, para 1936, aproximadamente el 90 % de la agricultura soviética estaba colectivizada.

## Reacción de los campesinos
Teóricamente, los campesinos sin tierras debían ser los mayores beneficiarios de la colectivización, porque se les prometió una oportunidad de tomar una parte igual en el trabajo y en sus recompensas. Sin embargo, las áreas rurales no tenían muchos campesinos sin tierras, dada la redistribución total de la tierra que siguió a la Revolución. Para aquellos con propiedades, no obstante, la colectivización significó entregarlas a las granjas colectivas y vender la mayor parte de los alimentos que producían al Estado a precios mínimos establecidos por el mismo Estado, por lo que se opusieron a la idea. Además, la colectivización implicaba cambios significativos en la vida tradicional de los campesinos rusos en un corto período, a pesar de la larga tradición rural rusa de colectivismo en los pueblos obshchina o mir. Los cambios fueron todavía más dramáticos en otros lugares, como en Ucrania, con una tradición agrícola individual, en las repúblicas soviéticas del Asia Central, y en las estepas trans-Volga, donde para una familia tener una manada de ganado no solo era un asunto de subsistencia, sino también de orgullo.
Muchos campesinos se opusieron a la colectivización y, a menudo, respondieron con actos de sabotaje, incluyendo la quema de cultivos y matando animales de carga. Según las fuentes del Partido, también hubo algunos casos de destrucción de la propiedad y de ataques a oficiales y miembros de los colectivos. Isaac Mazepa, ex primer ministro (1919-1920) de la República Nacional Ucraniana (UNR), afirmó que "la catástrofe de 1932" fue el resultado de la "resistencia pasiva... que tenía por objeto la frustración sistemática de los planes bolcheviques para la siembra y recolección de la cosecha". En sus palabras, "terrenos enteros fueron dejados sin cultivar y [tanto como] el 50% [de la cosecha] fue dejada en el campo y no fue recogida en absoluto o se arruinó en la trilla".

## Resultados
Debido a las altas cuotas que el Gobierno había impuesto a los campesinos, algunos se negaron a trabajar. Merle Fainsod estima que, en 1952, las ganancias de las granjas colectivas fueron solo una cuarta parte de los ingresos en efectivo de las parcelas privadas en las granjas colectivas soviéticas. En muchos casos el efecto inmediato de la colectivización fue la reducción de la producción y casi la mitad del ganado. La posterior recuperación de la producción agrícola también fue obstaculizada por las pérdidas sufridas por la Unión Soviética durante la Segunda Guerra Mundial y la grave sequía de 1946; sin embargo, la mayor pérdida de ganado fue ocasionada por la colectivización de todos los animales, excepto los cerdos. El número de vacas en la URSS se redujo de 33,2 millones en 1928 a 27,8 millones en 1941 y 24,6 millones en 1950. El número de cerdos se redujo de 27,7 millones en 1928 a 27,5 millones en 1941 y luego a 22,2 millones en 1950. El número de ovejas cayó de 114,6 millones en 1928 a 91,6 millones en 1941 y a 93,6 millones en 1950. El número de caballos disminuyó de 36,1 millones en 1928 a 21 millones en 1941 y a 12,7 millones en 1950. Solo a fines de la década de 1950, las reservas soviéticas de animales de granja empezaron a aproximarse a los niveles de 1928.
A pesar de los planes iniciales, la colectivización, acompañada por la mala cosecha de 1932-1933, no estuvo a la altura de las expectativas. El PCUS culpó de estos problemas a los kuláks (en ruso: puño; campesinos prósperos), que estuvieron organizando resistencia a la colectivización. Al parecer, muchos kuláks habían estado acumulando grano para especular con precios altos. El Gobierno soviético respondió a estos actos cortando las raciones de alimentos a los campesinos y a las zonas donde había oposición a la colectivización, especialmente en Ucrania. Cientos de miles de opositores a la colectivización fueron ejecutados o enviados a campos de trabajos forzados. Muchas familias campesinas fueron deportadas a Siberia y Kazajistán en asentamientos de exiliados y un número importante murió en el camino.
El 7 de agosto de 1932, el Decreto sobre la protección de la propiedad socialista proclamó que el castigo por robo a los koljós o propiedades cooperativas era la pena de muerte, que «en virtud de las circunstancias» podía ser remplazada por al menos diez años de encarcelamiento. Con la denominada «Ley de espiguillas» («Закон о колосках»), los campesinos (incluidos los niños) que obtenían a mano granos recogidos en los campos colectivos después de la cosecha fueron detenidos por dañar la producción estatal de cereales. Martin Amis escribió en Koba the Dread que el número de sentencias por este delito en particular en la mala cosecha del período comprendido entre agosto de 1932 y diciembre de 1933 fue de 125 000.
Entre 1929 y 1932, hubo una caída masiva de la producción agrícola y la hambruna se extendió por todo el campo. Stalin culpó a los campesinos "adinerados" mencionados como 'kuláks', de quienes dijo que saboteaban la recolección de granos, por lo que resolvió eliminarlos como clase. Las estimaciones sugieren que alrededor de un millón de familias 'kuláks' o quizás unos cinco millones de personas fueron enviados a campos de trabajos forzados. Las muertes por inanición o enfermedades causadas directamente por la colectivización han sido estimados entre cuatro y diez millones. Según las cifras oficiales soviéticas, unos 24 millones de campesinos desaparecieron de áreas rurales y solo 12,6 millones se mudaron para ocupar puestos en el Estado. Se infiere que el número total de muertos (tanto directos como indirectos) por la colectivización estanilista fue del orden de las doce millones de personas.

### Siberia
Desde la segunda mitad del siglo XIX, Siberia ha sido una importante región agrícola al interior de Rusia, especialmente en sus territorios sureños (actualmente, Krai de Altái, Óblast de Omsk, Óblast de Novosibirsk, Óblast de Kémerovo, Jakasia y Óblast de Irkutsk). El programa Stolypin de reasentamientos concedió muchas tierras para inmigrantes de otras regiones del imperio, creando una gran cantidad de campesinos adinerados y estimulando un rápido desarrollo agrícola en la década de 1910. Los comerciantes locales exportaron grandes cantidades de granos procesados, harinas y mantequilla al centro de Rusia y Europa Occidental.
En mayo de 1931, una resolución especial del Comité Ejecutivo Regional de Siberia Occidental (clasificado como "ultra secreto") ordenaba la expropiación de las propiedades y la deportación de 40 000 kuláks a zonas "escasamente pobladas y desiertas" en el Óblast de Tomsk al norte de la región occidental de Siberia. Las propiedades expropiadas debían ser transferidas a los koljós como propiedades colectivas indivisibles y la participación de estos representaba la contribución forzada de los deportados a la equidad koljós que tendría lugar en el "fondo de la colectivización de los pobres y los campesinos sin tierra" (фонд коллективизации бедноты и батрачества).

### Asia Central y Kazajistán
En áreas donde la actividad agrícola principal era la conducción de manadas nómadas, la colectivización encontró una resistencia masiva y pérdidas importantes por la confiscación de ganado. Las cabezas de ganado en Kazajistán disminuyó de 7 millones de reses a 1,6 millones y de 22 millones de ovejas a 1,7 millones. Las restricciones contra la migración demostraron ser ineficaces y medio millón de personas emigró a otras regiones de Asia Central y 1,5 millones a China. De aquellos que se quedaron, tantos como un millón murieron en la hambruna consecuente. En Mongolia, entonces una dependencia soviética, el intento de colectivización fue abandonado en 1932, tras la pérdida de 8 millones de cabezas de ganado.

### Ucrania
La mayoría de los historiadores están de acuerdo en que el trastorno ocasionado por la colectivización y la resistencia de los campesinos contribuyó con la Gran Hambruna de 1932-1933, especialmente en Ucrania, una región famosa por su rico suelo (chernozem). Este período particular es denominado Holodomor. Durante una hambruna similar de 1921-1923, se realizaron numerosas campañas, tanto en el país como internacionalmente, para recolectar dinero y comida en apoyo de la población de las regiones afectadas. Nada parecido se realizó durante la sequía de 1932-1933, mayormente debido a que la información sobre el desastre fue eliminada por Stalin. Además, la migración de la población de las zonas afectadas fue restringida.
Aproximadamente 40 millones de personas fueron afectadas por la escasez de alimentos, incluso en áreas cerca de Moscú donde las tasas de mortalidad se incrementaron en un 50 %. El centro de la hambruna, sin embargo, fue Ucrania y las regiones circundantes, incluso las zonas del Don, el Kuban, el Cáucaso Norte y Kazajistán donde el número de víctimas fue de un millón de muertos. El campo fue afectado más que las ciudades, pero 120 000 personas murieron en Járkov, 40 000 en Krasnodar y 20 000 en Stávropol.
Los archivos soviéticos desclasificados muestran que hubo 1,54 millones de muertes oficialmente certificadas en Ucrania a causa de la hambruna. Alec Nove sostiene que el registro de muertes cesó en muchas áreas durante la hambruna; sin embargo, se ha señalado que las muertes registradas en los archivos fueron sustancialmente revisadas por oficiales demográficos. La versión más antigua de los datos muestra 600 000 muertes menos en Ucrania que la versión actual, con estadísticas revisadas. En El libro negro del comunismo, los autores afirman que el número de muertos fue de por lo menos 4 millones y califican la Gran Hambruna como "un genocidio del pueblo ucraniano".
Robert Conquest, sin embargo, ha sido criticado por confiar excesivamente en un libro (Black Deeds of the Kremlin por S. O. Pidhainy) como fuente sobre el número de víctimas en Ucrania, sin dudar de la validez de la fuente que había sido publicada por emigrantes ucranianos en Canadá y los Estados Unidos. Posteriores estimaciones de Werth y de un comité del congreso se han apoyado fundamentalmente en el trabajo de Conquest. La hipótesis de que la hambruna fuera conscientemente creada como un genocidio contra el pueblo ucraniano, así como el número estimado de muertes, es disputada por aquellos que afirman que la mayor parte de pruebas es la propaganda antisoviética políticamente motivada. Algunos escritores izquierdistas como Jeff Coplon y Ludo Martens han sostenido recientemente una cifra mucho más modesta de entre varios cientos de miles y dos millones de muertes. El historiador norteamericano John Arch Getty sugirió en el London Review of Books que la responsabilidad por la hambruna "debía ser compartida por las decenas de miles de activistas y funcionarios que ejecutaron la política y por los campesinos que decidieron matar animales, quemar campos y boicotear los cultivos como protesta [contra la colectivización]." Las afirmaciones de que la hambruna fue deliberadamente planeada por Stalin han sido rechazadas por algunos sovietólogos como Alexander Dallin de la Universidad de Stanford, Moshe Lewin de la Universidad de Pensilvania, Lynne Viola de la Universidad de Nueva York en Binghamton.
Esta incertidumbre en cuanto al número de víctimas de colectivización es reflejada en las palabras de Nikita Jrushchov: "Quizás nunca sabremos cuanta gente falleció directamente a consecuencia de la colectivización, o indirectamente a consecuencia de la impaciencia de Stalin para culpar de su fracaso a otros".

### Letonia
Tras la ocupación soviética de Letonia en junio de 1940, los nuevos gobernantes del país enfrentaron un problema: las reformas agrícolas del período de entreguerras había incrementado las propiedades individuales. Las propiedades de los "Enemigos del Pueblo" y refugiados, así como aquellas que excedieran las 30 hectáreas, fueron nacionalizadas entre 1940 y 1944, pero a quienes todavía estaban sin tierras, les fueron otorgadas parcelas de 15 hectáreas. Así, la agricultura letona siguió siendo esencialmente dependiente de pequeñas parcelas personales, lo que hacía que la planificación centralizada fuera difícil. En 1940-1941, el Partido Comunista sostuvo repetidamente que la colectivización no ocurriría a la fuerza, sino más bien voluntariamente y por el ejemplo. Para alentar la colectivización, se impusieron altos impuestos y se dio apoyo gubernamental a las nuevas granjas. Pero, después de 1945, el Partido dejó su aproximación dado que no estaba obteniendo resultados. Los letones estaban acostumbrados a las propiedades individuales (viensētas), que habían existido incluso durante la época de servidumbre. Para muchos agricultores, las parcelas que habían obtenido por las reformas del período de entreguerras fueron las primeras que sus familias habían poseído alguna vez. Además, el campo estuvo lleno de rumores referidos a la dureza de la vida de granja colectiva.
La presión proveniente de Moscú a favor de la colectivización continuó y las autoridades de la República Socialista Soviética de Letonia procuraron reducir el número de agricultores con propiedades individuales (cada vez más etiquetados como kuláks o budži) por medio de impuestos más altos y la requisa de productos agrícolas para uso estatal. El primer koljós fue establecido recién en noviembre de 1946 y, para 1948, solo 617 koljós habían sido establecidos, integrando a 13 814 granjas (12,6 % del total). El proceso todavía era visto como muy lento y, en marzo de 1949, poco menos de 13 000 familias de kuláks, así como un gran número de individuos, fueron identificados. Entre el 24 y el 30 de marzo de 1949, alrededor de 40 000 personas fueron deportadas y reasentadas en varios puntos a lo largo de la Unión Soviética.
Tras estas deportaciones, el ritmo de la colectivización se aceleró, a la vez que una avalancha de agricultores se precipitó hacia los koljós. En dos semanas, 1740 nuevos koljós fueron establecidos y, para fines de 1950, solo el 4,5 % de las granjas letonas siguieron estando fuera de las unidades colectivizadas; alrededor de 226 900 granjas pertenecían a colectividades, de las cuales existían alrededor de 14 700. La vida rural cambió: los movimientos diarios de los agricultores fueron dictados por planes, decisiones y cuotas formuladas en otra parte y entregadas a través de una jerarquía intermediaria no-agrícola. Los nuevos koljós, sobre todo los más pequeños, estaban mal equipados y pobres —al principio, pagaban a los agricultores una vez por año en especies y, luego, en efectivo, pero los salarios eran muy bajos y a veces los agricultores no eran pagados o incluso terminaban debiendo dinero a los koljós—. Los agricultores todavía tenían pequeñas porciones de tierra (no mayores de media hectárea) alrededor de sus casas, donde cultivaban alimentos para ellos mismos. Junto con la colectivización, el gobierno intentó desarraigar la costumbre de vivir en granjas individuales, trasladando a la gente hacia los pueblos; sin embargo, este proceso fracasó debido a la carencia de dinero dado que los soviéticos planearon trasladar también las casas.

## Avance de la colectivización en la URSS (1927-1940)
| Año  | Cantidad de granjas colectivas | Porcentaje de granjas en colectividad | Porcentaje de áreas sembradas por uso colectivo |
| ---- | ------------------------------ | ------------------------------------- | ----------------------------------------------- |
| 1927 | 14,800                         | 0.8                                   | –                                               |
| 1928 | 33,300                         | 1.7                                   | 2.3                                             |
| 1929 | 57,000                         | 3.9                                   | 4.9                                             |
| 1930 | 85,900                         | 23.6                                  | 33.6                                            |
| 1931 | 211,100                        | 52.7                                  | 67.8                                            |
| 1932 | 211,100                        | 61.5                                  | 77.7                                            |
| 1933 | 224,500                        | 65.6                                  | 83.1                                            |
| 1934 | 233,300                        | 71.4                                  | 87.4                                            |
| 1935 | 249,400                        | 83.2                                  | 94.1                                            |
| 1936 | –                              | 90.5                                  | 98.2                                            |
| 1937 | 243,700                        | 93.0                                  | 99.1                                            |
| 1938 | 242,400                        | 93.5                                  | 99.8                                            |
| 1939 | 235,300                        | 95.6                                  | –                                               |
| 1940 | 236,900                        | 96.9                                  | 99.8                                            |

Fuentes: Sotsialisticheskoe sel'skoe khoziaistvo SSSR, Gosplanizdat, Moscow-Leningrad, 1939 (pp. 42, 43); cifras suplementarias de 1927-1935 de Sel'skoe khoziaistvo SSSR 1935, Narkomzem SSSR, Moscú, 1936 (pp. 630, 634, 1347, 1369); 1937 de Gran Enciclopedia Soviética, vol. 22, Moscow, 1953 (p. 81); 1939 de Narodnoe khoziaistvo SSSR 1917-1987, Moscú, 1987 (pp. 35); 1940 de Narodnoe khoziaistvo SSSR 1922-1972, Moscú, 1972 (pp. 215, 240).
Las cifras oficiales para las áreas colectivizadas (la columna con el porcentaje de área sembrada por uso colectivo en la tabla precedente) están sesgadas hacia arriba por dos factores técnicos. En primer lugar, estas cifras oficiales están calculadas como porcentaje de área sembrada en granjas campesinas, excluyendo el área cultivada por sovkhozes y otros usuarios agrícolas. Los estimados basados en el total de área sembrada (incluyendo tierras estatales) reducen la parte de granjas colectivas entre 1935 y 1940 a alrededor del 80 %. En segundo lugar, las parcelas familiares de miembros de koljós (esto es, granjas colectivizadas) están incluidas en la base de tierras de las granjas colectivas. Sin las parcelas familiares, la tierra arable en cultivo colectivo en 1940 fue del 96,4 % de la tierra en granjas colectivas y no 99,8 % como muestran las estadísticas oficiales. Aunque no se discute el hecho de que la colectivización estaba extendiéndose entre 1928 y 1940, la tabla debajo provee cifras diferentes (más realistas) sobre la extensión de la colectivización de las áreas cultivadas.
Distribución de áreas cultivadas por usuarios de tierras, 1928 y 1940
| Usuarios de tierras                                     | 1928    | 1940    |
| ------------------------------------------------------- | ------- | ------- |
| Todas las granjas, '000 hectares                        | 113,000 | 150,600 |
| Granjas estatales (sovjosy)                             | 1.5%    | 8.8%    |
| Granjas colectivas (koljósy)                            | 1.2     | 78.2    |
| Parcelas familiares (en granjas colectivas y estatales) | 1.1     | 3.5     |
| Granjas de campesinos y otros usuarios                  | 96.2    | 9.5     |

Fuente: Narodnoe khoziaistvo SSSR 1922-1972, Moscú, 1972 (p. 240).

## Descolectivización bajo la ocupación alemana
Durante la Gran Guerra Patriótica rusa, Alfred Rosenberg, en su calidad de Ministro de los Territorios Ocupados del Este del Reich, publicó una serie de afiches que anunciaba el fin de las granjas soviéticas colectivas en las áreas de la URSS bajo ocupación alemana. Asimismo, en febrero de 1942 emitió una ley agraria que anulaba toda la legislación soviética sobre agricultura y restauraba las granjas familiares a aquellos que quisieran colaborar con los ocupantes. Pero la descolectivización entró en conflicto con las demandas más amplias de producción de alimentos en tiempos de guerra y Hermann Goering exigió que el "Koljós" fuera mantenido, salvo por un cambio de nombre. Hitler en persona denunció la redistribución de tierra como 'estúpida'.
Al final, las autoridades de ocupación alemanas mantuvieron la mayoría de koljós y simplemente los renombraron "granjas colectivas" (en ruso, obschínnye joziáystva), un retroceso a la tradicional comuna rusa. La propaganda alemana la describió como el paso preparatorio hacia la disolución última de los koljós para crear granjas privadas, lo que sería otorgado a los campesinos que hayan entregado lealmente cuotas obligatorias de producción agrícola a los alemanes. Para 1943, las autoridades de ocupación alemanas habían convertido al 30 % de los koljós en "cooperativas agrícolas" apoyadas por Alemania, pero hasta entonces no las habían convertido en granjas privadas.